# HD 169830 c
HD 169830 c는 궁수자리 방향으로 지구로부터 약 118.49광년 떨어진 곳에 있는 외계 행성이다. 최소 질량은 목성의 약 3.5배로 슈퍼 목성으로 볼 수 있다. 이 행성은 간접적으로 그 존재를 밝혀냈기 때문에 실제 겉모습은 알 수 없지만, 항성으로부터의 거리나 자체 질량을 놓고 볼 때 대기 상층부에 물의 구름이 가득 차 있는, 흰색의 공처럼 보일 것이다. 이 행성 대기의 구름은 우리가 알고 있는 구름과 같은 친숙한 것이다. 다만 공전 궤도는 찌그러져 있는데, 항성의 생명체 거주가능 영역 바깥쪽 경계를 지나가고 있다. 1 공전주기는 1,830일이다.

## 같이 보기
- HD 169830 b

## 참고 문헌
- (영어) Naef;  외. (2001). “The CORALIE survey for southern extrasolar planets V. 3 new extrasolar planets”. 《Astronomy and Astrophysics》 375: 205–218. 2008년 10월 21일에 원본 문서에서 보존된 문서. 2009년 6월 21일에 확인함.
- (영어) Mayor;  외. (2004). “The CORALIE survey for southern extra-solar planets XII. Orbital solutions for 16 extra-solar planets discovered with CORALIE”. 《Astronomy and Astrophysics》 415: 391–402. doi:10.1051/0004-6361:20034250. 2006년 2월 23일에 원본 문서 (요약)에서 보존된 문서. 2012년 8월 1일에 확인함.